# Марянка (Пясечинський повіт)
Марянка (пол. Marianka) — село в Польщі, у гміні Тарчин Пясечинського повіту Мазовецького воєводства.
Населення — 238 осіб (2011).
У 1975-1998 роках село належало до Варшавського воєводства.

## Демографія
Демографічна структура станом на 31 березня 2011 року:
|          | Загалом | Допрацездатний вік | Працездатний вік | Постпрацездатний вік |
| -------- | ------- | ------------------ | ---------------- | -------------------- |
| Чоловіки | 131     | 35                 | 83               | 13                   |
| Жінки    | 107     | 19                 | 63               | 25                   |
| Разом    | 238     | 54                 | 146              | 38                   |